# یواس‌اس کپبل (ای‌ام-۱۵۵)
یواس‌اس کپبل (ای‌ام-۱۵۵) (به انگلیسی: USS Capable (AM-155)) یک کشتی بود. این کشتی در سال ۱۹۴۲ ساخته شد.